# 布莱朗库尔
布莱朗库尔（法語：Blérancourt，法語發音：[bleʁɑ̃kuʁ]）是法国上法蘭西大區埃纳省的一个市镇，属于拉昂区。

## 地理
布莱朗库尔（49°30'58"N, 3°9'2"E）面积10.8 平方千米，位于法国上法蘭西大區埃纳省，该省份为法国北部内陆省份，北起北部省，西接索姆省和瓦兹省，东临阿登省和马恩省，西南至塞纳-马恩省，东北部与比利时接壤。
与布莱朗库尔接壤的市镇（或旧市镇、城区）包括：欧迪尼库尔、贝梅、卡姆兰、圣欧班、圣保罗欧布瓦、瓦桑、楠塞勒。

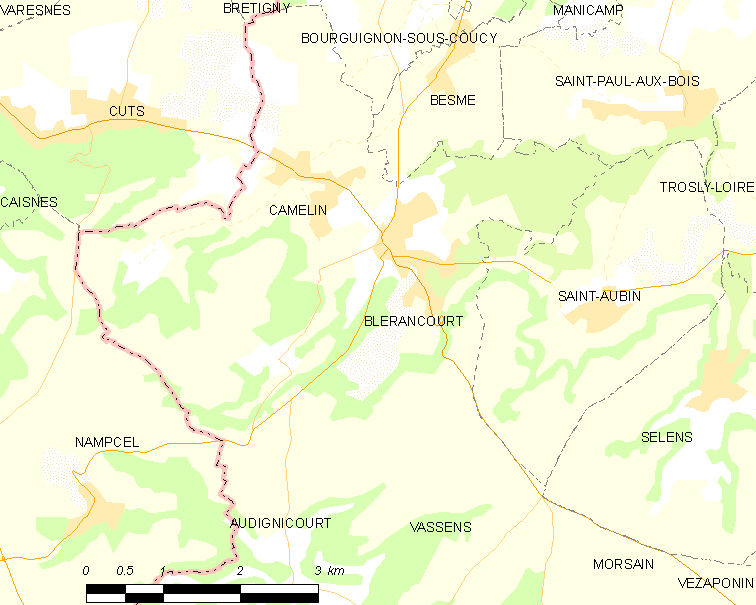
布莱朗库尔的OSM定位图

布莱朗库尔的时区为UTC+01:00、UTC+02:00（夏令时）。

## 行政
布莱朗库尔的邮政编码为02300，INSEE市镇编码为02093。

## 政治
布莱朗库尔所属的省级选区为埃纳河畔维克县。

## 人口

1962-2008年间布莱朗库尔人口变化图示

布莱朗库尔于2022年1月1日时的人口数量为1212人。